# Softswiss
Softswiss је белоруско предузеће за развој софтвера која обезбеђује софтвер за игре на срећу и системе за обраду плаћања за операторе онлајн коцкања. Такође пружа услуге управљања играма и инфраструктуру за лиценцирање. Одржава стотине онлајн казина, углавном преко белих партнера.